# مکگی
مکگی (به لاتین: Mekegi) یک منطقهٔ مسکونی در روسیه است که در شهرستان لواشینسکی واقع شده‌است.